# Luz-Rücken
Der Luz-Rücken ist ein 22 km langer Gebirgszug im ostantarktischen Königin-Maud-Land. Er ragt östlich des Gablenz-Rückens im Mühlig-Hofmann-Gebirge auf. Zu ihm gehören das Petrellfjellet und die Snøbjørga.
Entdeckt und benannt wurde der Gebirgszug bei der Deutschen Antarktischen Expedition 1938/39 unter der Leitung des Polarforschers Alfred Ritscher. Namensgeber ist Walter Luz (1898–1969), kaufmännischer Direktor der Lufthansa.